# Vasile Belous
Vasile Belous (n. 27 august 1988, Ocnița, raionul Ocnița, Republica Moldova – d. 31 august 2021, Calarașovca, raionul Ocnița, Republica Moldova) a fost un pugilist din Republica Moldova, medaliat cu bronz la Campionatul European din 2017.

## Biografie
S-a născut în orașul Ocnița din raionul omonim, RSS Moldovenească, URSS (actualmente în Republica Moldova). În palmaresul său figurează medalia de bronz cucerită la Campionatul European din 2017, locul 5 la Jocurile Europene de la Minsk (2019), locul 5 la Mondialele de la Baku (2011), campion al Acord Combat Games (2010, Beijing), medalia de bronz la Campionatul Mondial Universitar (2011, Ulaanbaatar), locul 9 la Jocurile Olimpice din 2012, bronz la Campionatul Uniunii Europene (Sofia, 2014). Este, de asemenea, câștigător al turneelor internaționale de clasa A: „Beogradski pobednik” (Belgrad, 2006, 2015), „Felix Stamm” (Varșovia, 2009), „Centura de aur” (Constanța, 2013), premiant la penultimul turneu de calificare la Jocurile Olimpice de la Rio de Janeiro (Baku, 2016).